# اس‌اس بریتانی (۱۹۱۰)
اس‌اس بریتانی (۱۹۱۰) (به انگلیسی: SS Brittany (1910)) یک زیردریایی بود که طول آن ۱۹۲ فوت (۵۸٫۵۲ متر) بود. این زیردریایی در سال ۱۹۱۰ ساخته شد.